# Iris van Herpen
Iris van Herpen (Wamel, 5 juni 1984) is een Nederlands modeontwerpster. Ze heeft sinds 2007 haar eigen modelabel.

## Carrière
Van Herpen studeerde voor modeontwerper aan ArtEZ Academie voor beeldende kunsten Arnhem in Arnhem. Tijdens haar studie liep ze stage bij Alexander McQueen in Londen (discontinued) en Claudy Jongstra in Amsterdam. Na haar afstuderen ontwierp ze onder meer schoenen voor United Nude. In 2007 begon ze haar eigen modelabel. Haar werk wordt door haarzelf omschreven als mode waar normale regels niet gelden en een combinatie van vakmanschap en innovatieve technieken.
Van Herpen showde haar collecties onder meer tijdens de Amsterdam International Fashion Week (2007, 2008, 2009 en 2010), de London Fashion Week (2009 en 2010) en de Paris Haute Couture-week (2011, 2012 en 2013). Met haar ontwerpen won ze diverse prijzen, waaronder twee Dutch Design Awards in 2009 en 2010 en een Mercedes-Benz Dutch Fashion Award in 2010. In 2011 werd de door haar ontworpen 3D-jurk door TIME Magazine uitgeroepen tot een van de vijftig beste uitvindingen van het jaar. In datzelfde jaar trad Van Herpen toe tot het prestigieuze Chambre Syndicale de la Haute Couture.
Op 1 april 2015 werd zij benoemd tot lid van de Akademie van Kunsten. In 2017 werd de Johannes Vermeerprijs aan haar toegekend.
In 2018 werd zij genomineerd als Kunstenaar van het Jaar. waar ze de prijs in ontvangst nam.

## Stijl
Elke collectie heeft zijn eigen verhaal. Zo gaat Radiation Invasion over de onzichtbare straling en signalen om ons heen die bijvoorbeeld alle telecommunicatie mogelijk maken. De collectie Synesthesia heeft als uitgangspunt een neurologisch verschijnsel waarbij een vermenging van zintuigelijke waarnemingen optreedt. Zo zijn er mensen die muziek als het ware kunnen zien en kleuren kunnen proeven. De vormen van de jurken zijn vloeiend en tekenend, ze kijkt niet enkel naar het model maar ook naar de ruimte daar omheen.

## Inspiratie en samenwerkingen
Iris van Herpen doet onderzoek naar en experimenteert met zowel oude als de meest actuele technieken en materialen. Een terugkerend thema in haar ontwerpen is de combinatie van innovatieve techniek en oude ambachten. Van Herpen is de eerste modeontwerper die gebruik heeft gemaakt van de 3D-printtechniek in haar ontwerpen. Voor vernieuwing doet ze onderzoek naar de werking van verschillende materialen en gaat ze interdisciplinaire samenwerkingen aan voor het ontwerpen van haar collecties. Ze werkte onder meer samen met choreograaf en danser Nanine Linning, beeldend kunstenaar en ontwerper Bart Hess, architect Daniel Widrig, Benthem Crouwel Architecten, hoedenmaker Stephen Jones, hoedenmaker Irene Bussemaker, schoenenmerk United Nude, architect Isaïe Bloch, filmmaker Zach Gold, grafisch ontwerper Tara Dougans, zanger Joey Yung, architect Julia Koerner, juwelenontwerper Heaven Tanudiredja, Swarovski, regisseur en filmmaker Joost Vandebrug, performance kunstenaar Marina Abramovic, choreograaf Sidi Larbi Cherkaoui, choreograaf Damien Jalet en kunstenaar Peter Gentenaar.

## TentoonstellingHet nieuwe ambachtCentraal Museum Utrecht 2011

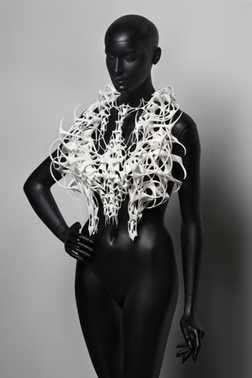
Damestop zonder titel, architect Isaïe Bloch, ontwerper Iris van Herpen. Materiaal polyamide. 3D-printtechniek Selective Laser Sintering. Vervaardigd in opdracht van het Centraal Museum, 2011

De tentoonstelling die plaatsvond van 29 juni tot 9 oktober 2011 ging over het experimentele werk van Iris van Herpen en haar inspiratiebronnen. Er werd werk tentoongesteld van kunstenaars die Van Herpen inspireerde, zoals Kris Kuksi, Nanine Linning, Stephen Jones, Bart Hess en Irene Bussemaker in combinatie met werken uit de collectie een selectie toegepaste kunst van het Centraal Museum. Speciaal voor de tentoonstelling ontwierp Iris van Herpen een nieuw ontwerp en gaf ze aan: "Het is voor mij een droom om met kunstenaars te werken die mij inspireren. Samen met anderen mode weer terug te brengen naar een waardevol product door op zoek te gaan naar nieuwe vormen, materialen en technieken."
Het werk van dat ze speciaal voor de tentoonstelling ontwierp is gemaakt van kunststof (polyamidepoeder) en met de 3D printtechniek Selective laser sintering vervaardigd. Ze werkte voor dit ontwerp samen met architect Isaïe Bloch. Het stuk is ontworpen voor de voor- en achterzijde van het bovenlichaam en doet denken aan een geraamte. Het vervaardigingsproces is vastgelegd in een documentaire van Wendy van Wilgenburg.

## Collecties

### Wilderness Embodied (juli 2013)
Geïnspireerd op de wilde natuur in het werk van beeldend kunstenaar David Altmejd, en in samenwerking met kunstenaar Jolan van der Wiel die jarenlang met magnetisme experimenteert. Tijdens de Parijse modeweek van begin juli 2013 droegen de modellen in haar show 3D-geprinte schoenen, ontworpen in samenwerking met Rem D. Koolhaas (niet te verwarren met Rem Koolhaas) van United Nude.

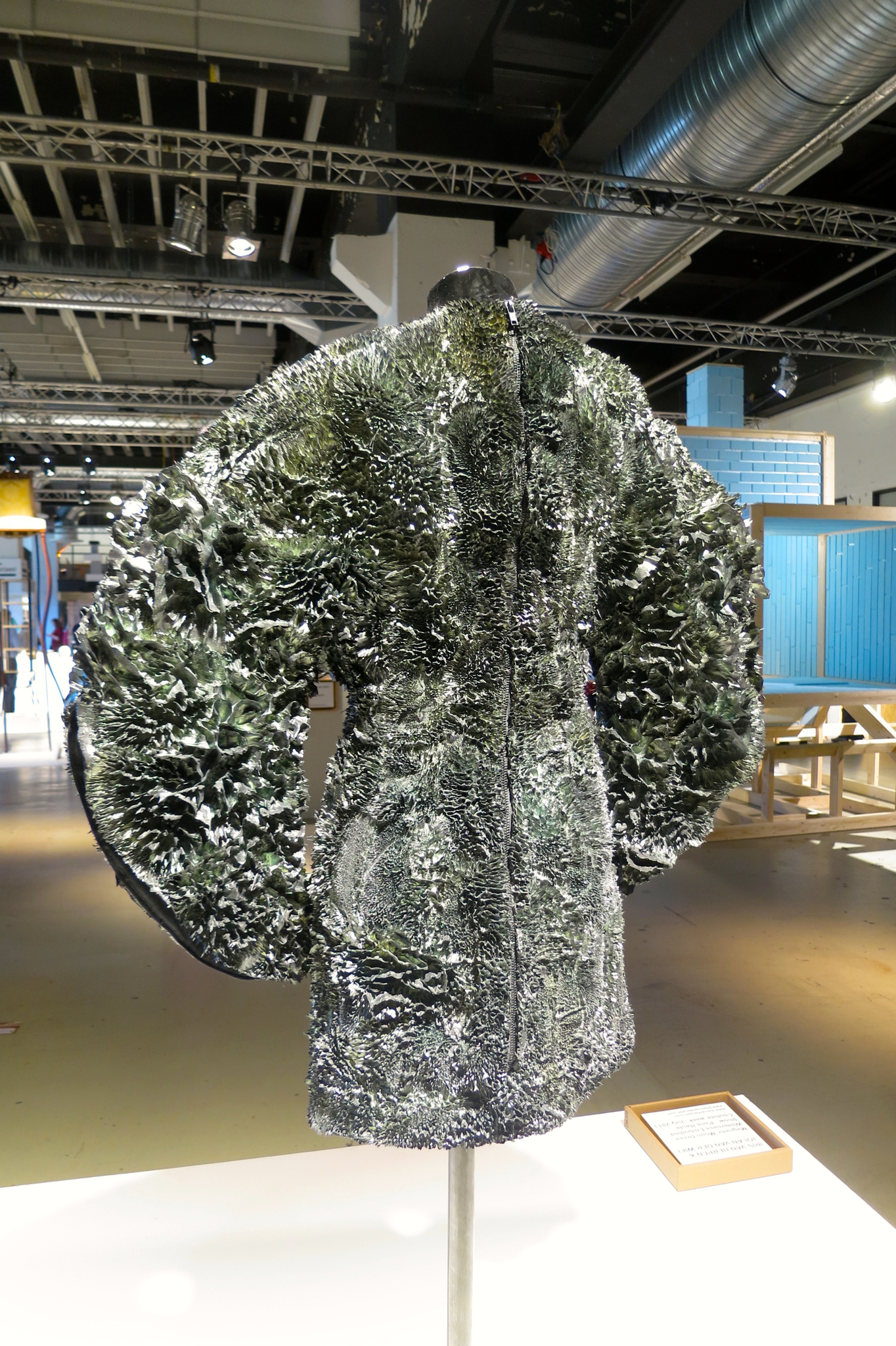
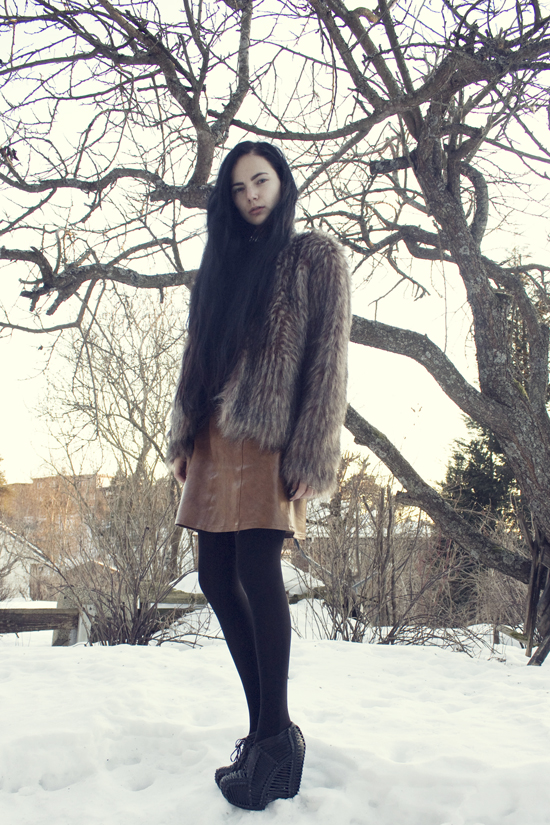
Schoenen door Iris van Herpen

### Micro (januari 2012)
Geïnspireerd op foto's van microscopisch leven gemaakt met de rasterelektronenmicroscoop door fotograaf Steve Gschmeissner. Gepresenteerd op de Paris Fashion Week.

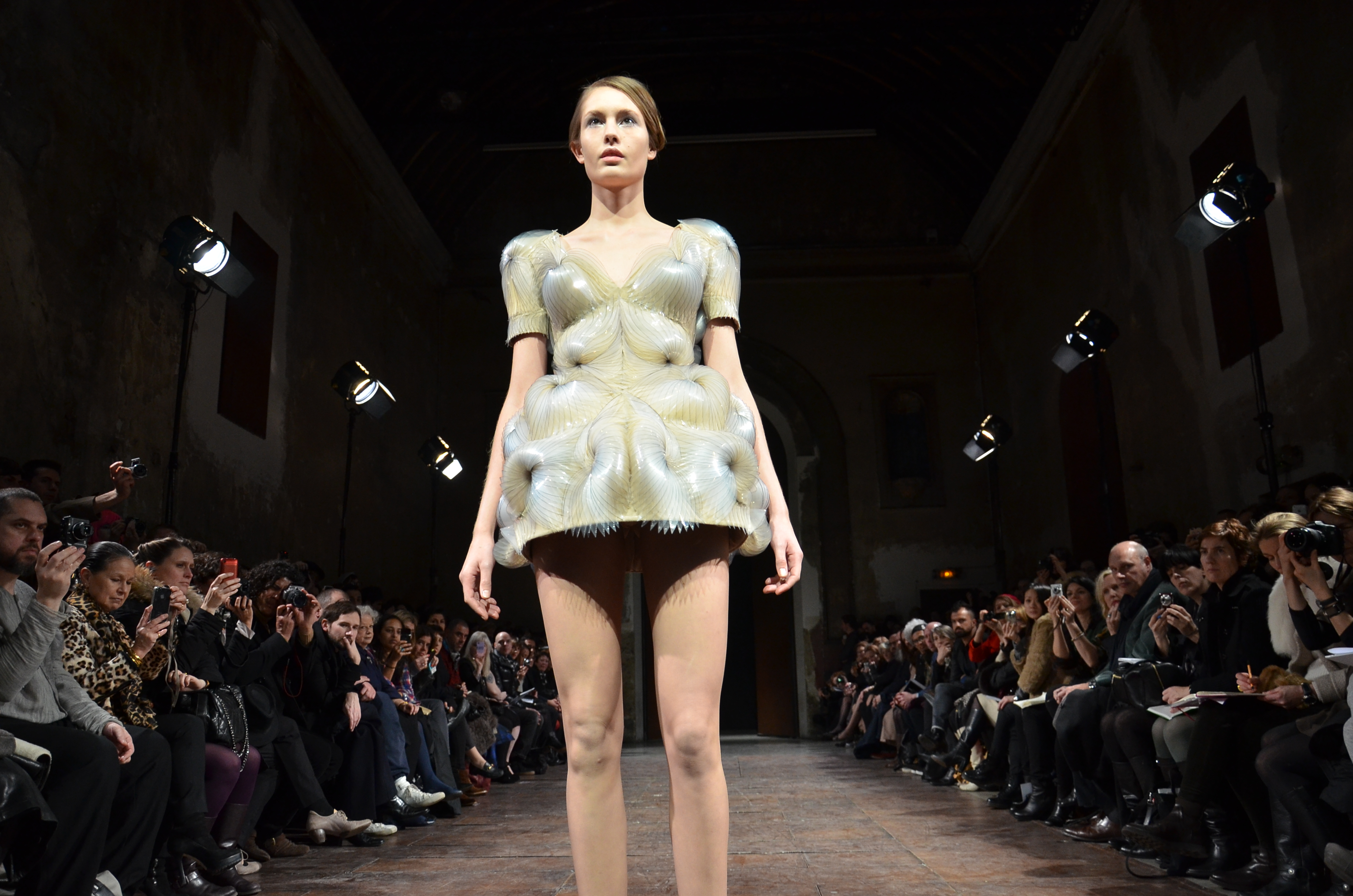
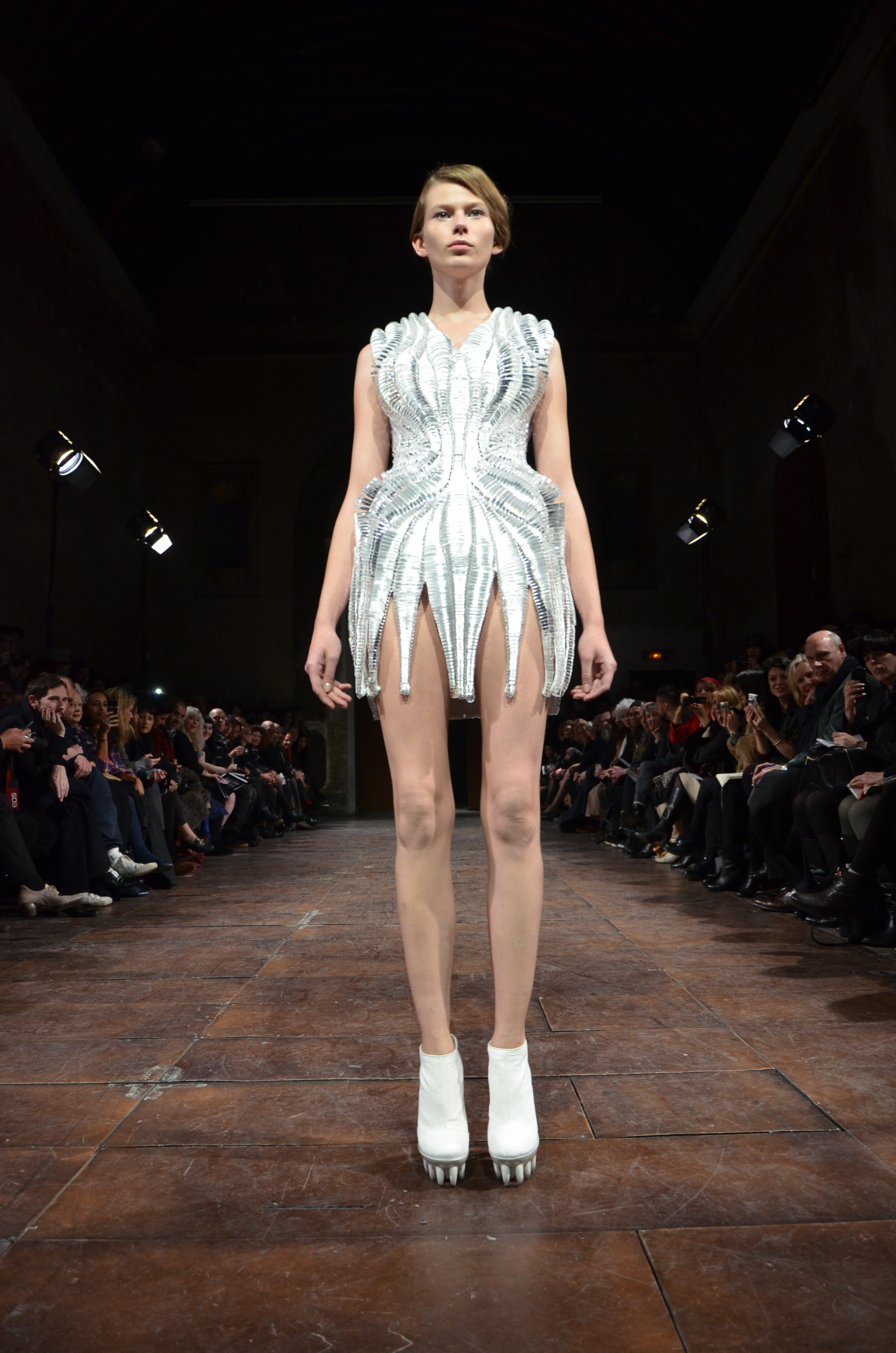
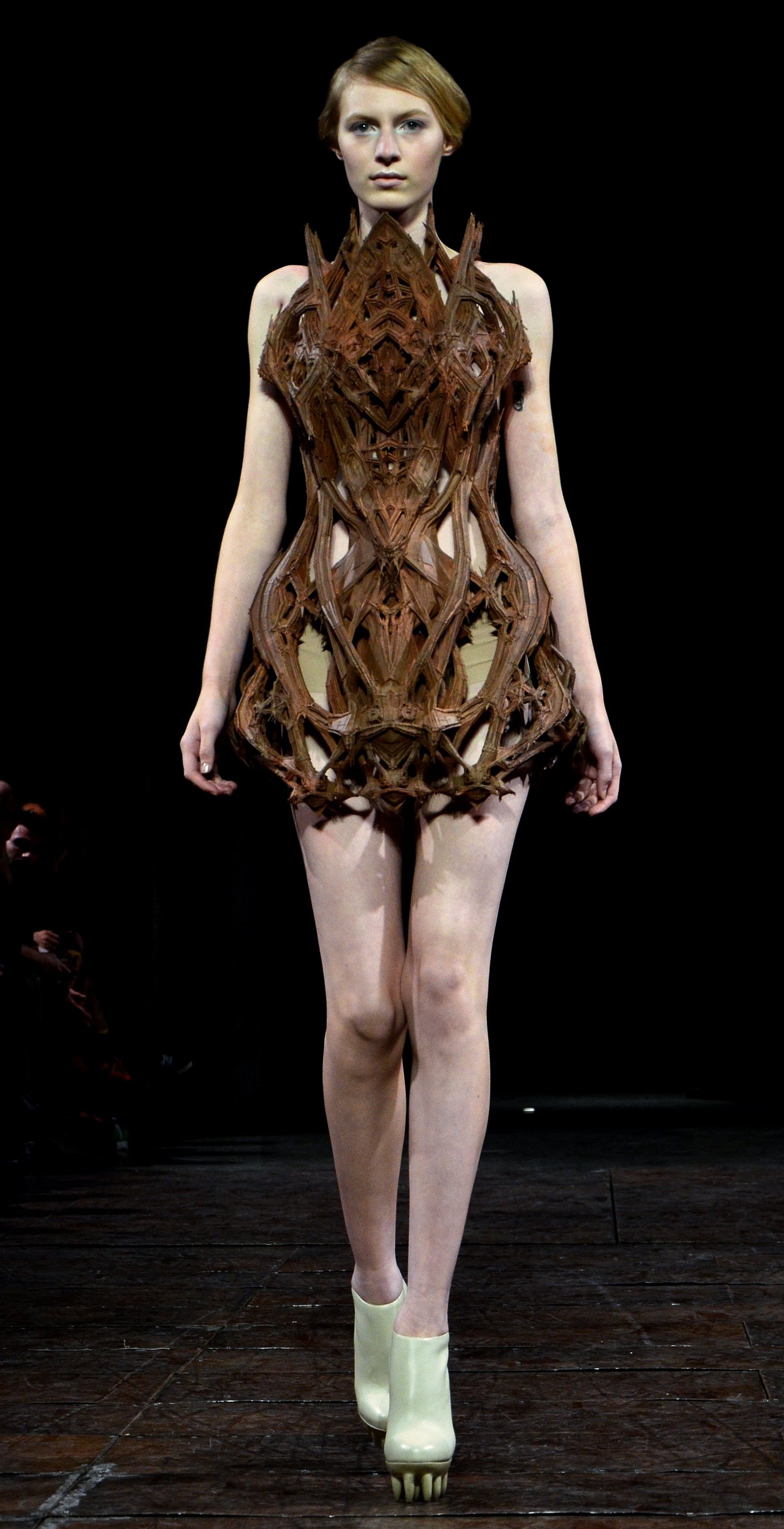
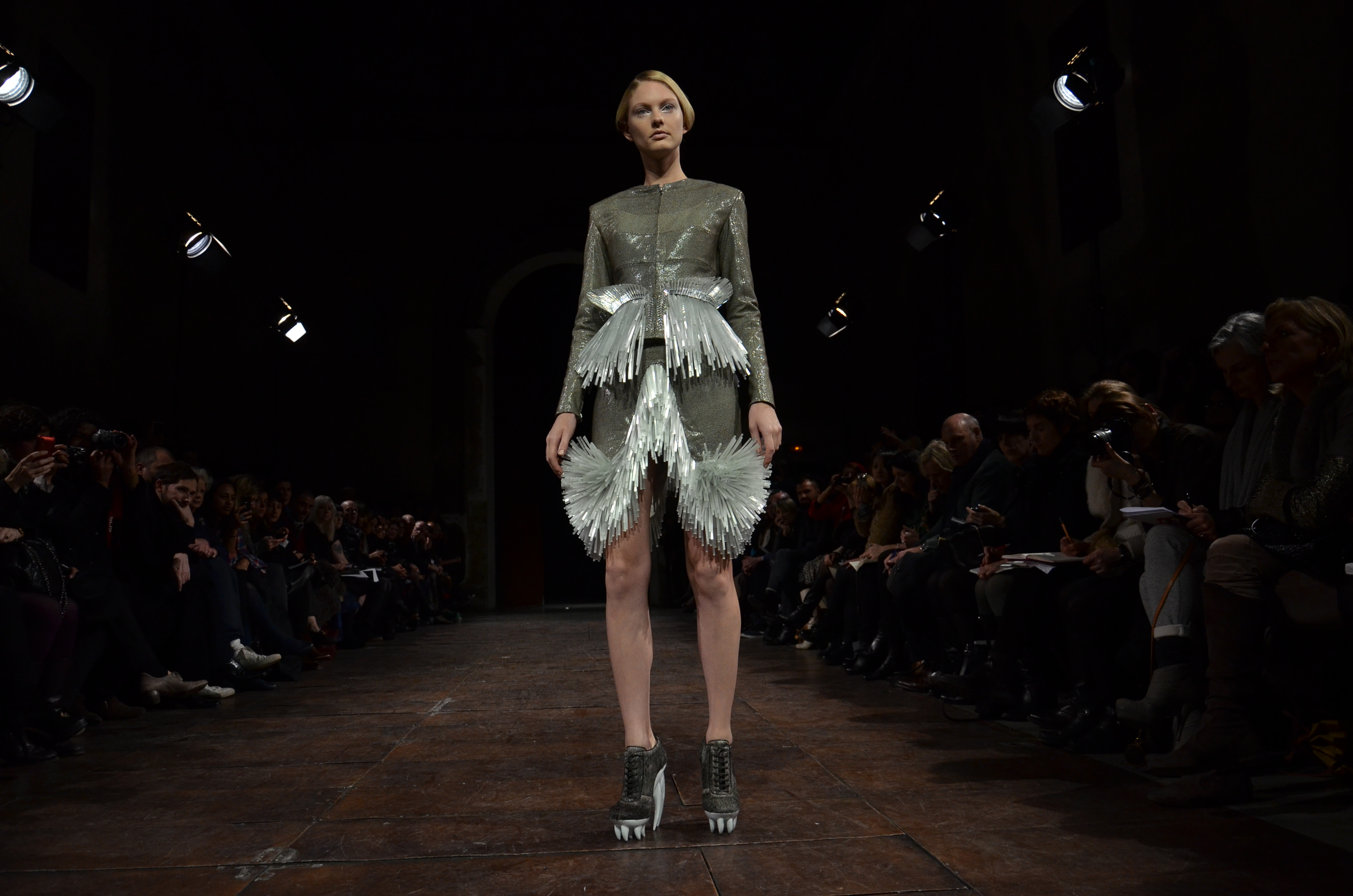
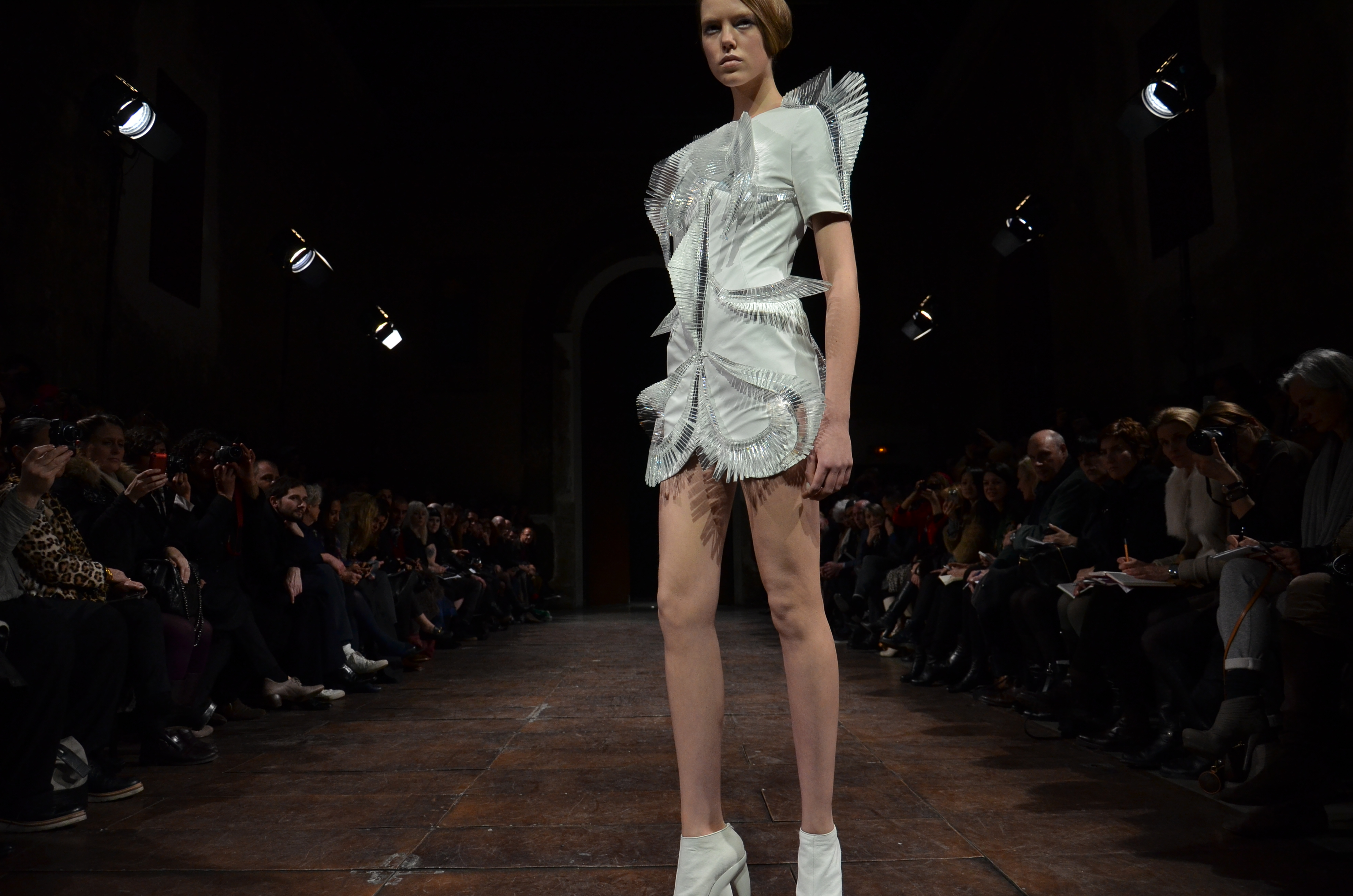
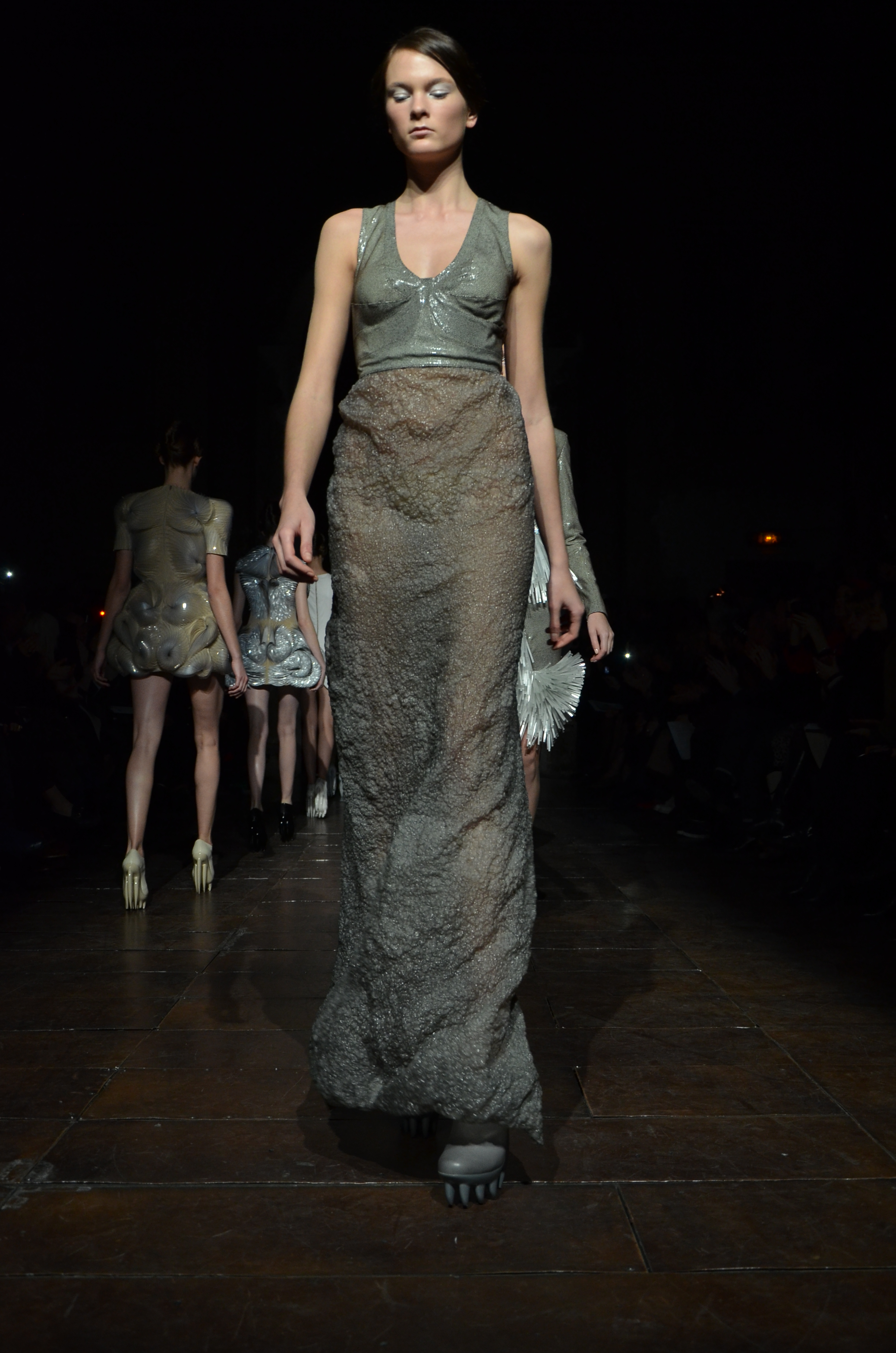
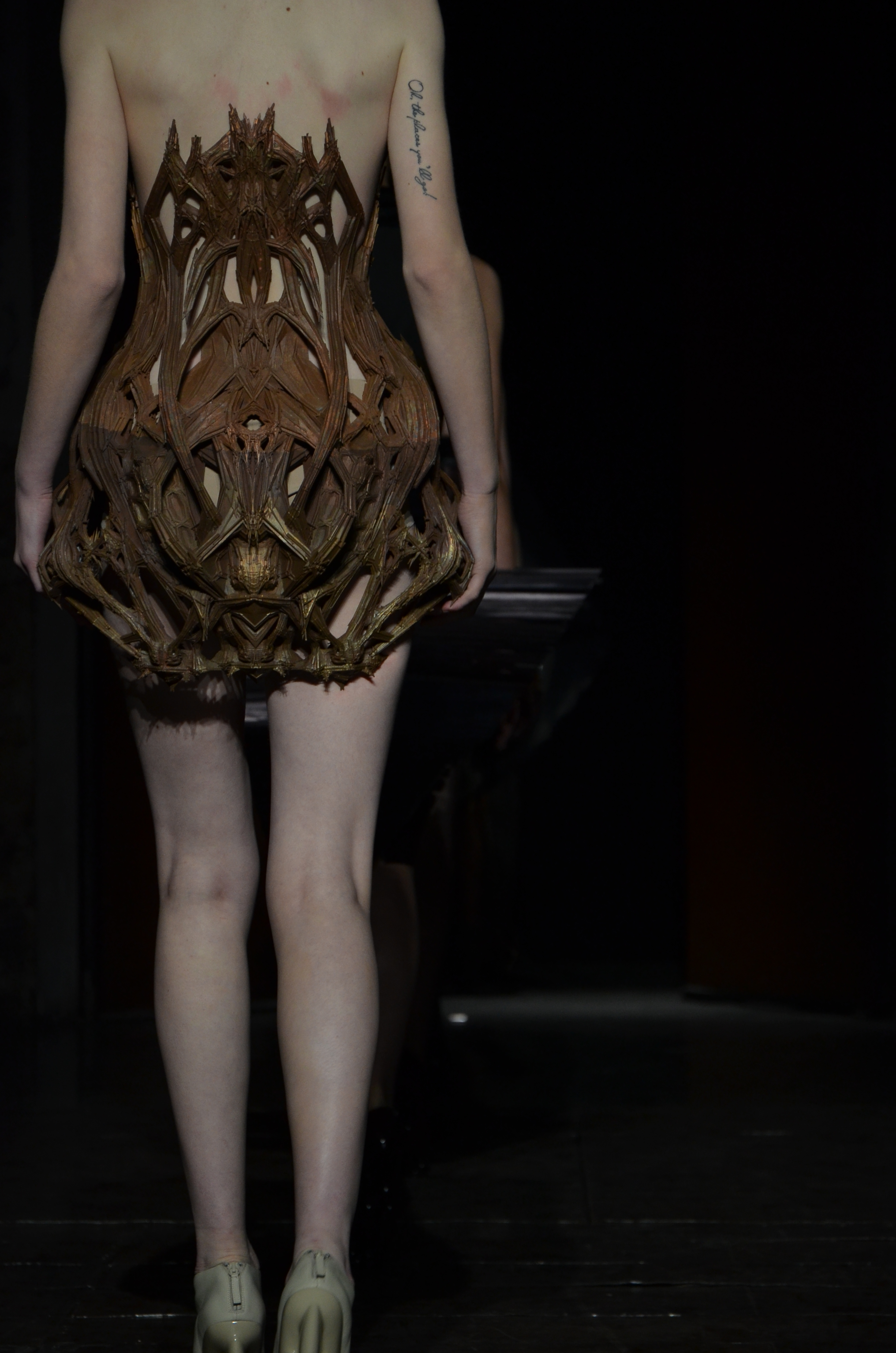
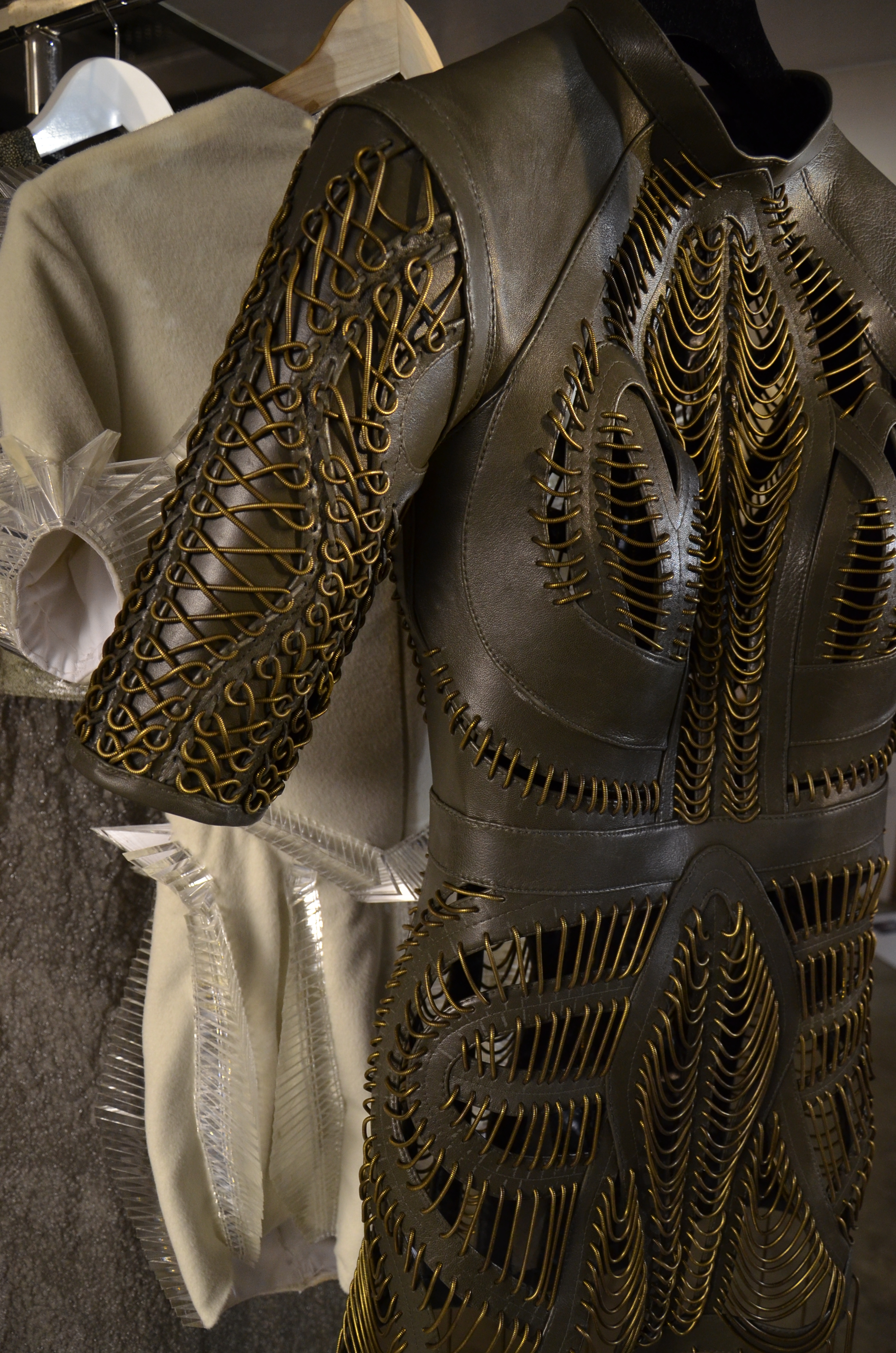

## Muziek en dans
De zangeres Björk heeft jurken gedragen uit meerdere collecties van Iris van Herpen. Zo droeg een van de jurken uit de Radiation Invasion-collectie op de cover en tijdens de muziekvideo van haar album Biophilia. De fotografen van deze albumcover zijn Inez van Lamsweerde en Vinoodh Matadin, zij regisseerden ook de muziekvideo voor het nummer "Moon" op hetzelfde album. Verder droeg Björk ook jurken van Iris van Herpen tijdens concerten in 2012 (Roskilde; NY Hall of Science; Biophilia-concert in IJsland).
Ook de zangeres Lady Gaga en kunstenaar en stijlicoon Daphne Guinness hebben jurken van Iris van Herpen gedragen.
Iris van Herpen ontwerpt niet alleen haute couture, maar ook meerdere spectaculaire kostuums voor dansvoorstellingen. Hiervoor werkte ze onder meer samen met choreograaf en danser Nanine Linning. Deze ontwerpen waren ook in de tentoonstelling Het nieuwe ambacht te zien, waar de theatrale uitstraling werd versterkt door lichteffecten en een (meer dan) levensgrote projectie van de dansvoorstelling en geluid.